# Treppo Ligosullo
Treppo Ligosullo (Trèp Liussûl in friulano, Trep Liussjûl nella variante locale) è un comune italiano sparso di 665 abitanti del Friuli-Venezia Giulia. È stato istituito il 1º febbraio 2018 dalla fusione dei comuni di Ligosullo e Treppo Carnico con il capoluogo che si trova nel centro di Treppo Carnico.

## Geografia fisica
Il comune di Treppo Ligosullo si sviluppa lungo la val Pontaiba, affluente del torrente But nell'Alta Carnia comprende i centri abitati di Treppo con le sue precedenti frazioni di Zenodis, Siaio, Gleriis e Tausia e Ligosullo con la sua precedente frazione di Murzalis. L'altitudine del comune si sviluppa dai 670 metri del capoluogo ai 2046 del Monte Dimon.

## Storia
A seguito del referendum dell'ottobre 2017 viene istituito il nuovo comune di Treppo Ligosullo. Il referendum consultivo regionale per la fusione dei comuni di Ligosullo e di Treppo Carnico si è svolto il 29 ottobre 2017. Ha prevalso il Sì a Treppo Carnico (67,95%), mentre hanno detto No a Ligosullo (53,26%). La più alta affluenza alle urne si è registrata a Ligosullo con il 71,88% degli aventi diritto, seguita da Treppo Carnico con il 50,90%. La decisione è stata ratificata dalla Giunta regionale del Friuli-Venezia Giulia a seguito della presentazione del disegno di legge 178 in data 15 novembre 2017.
Il nuovo comune è operativo dal 1º febbraio 2018.

### Simboli
Lo stemma del comune di Treppo Ligosullo è stato concesso con decreto del presidente della Repubblica del 25 novembre 2019.
Nel nuovo emblema civico sono riuniti i due alberi presenti sugli stemmi di Ligosullo e Treppo Carnico.
Il gonfalone è un drappo di bianco bordato d'azzurro.

## Monumenti e luoghi d'interesse

### Architetture religiose
- Chiesa parrocchiale di Sant'Agnese di Treppo Carnico.
- Chiesa della beata Vergine delle Grazie di Tausia.
- Chiesa parrocchiale di San Nicolò Vescovo di Ligosullo.
- Cappella in canonica a Treppo
- Cappella degli emigranti a Murzalis

### Architetture civili e musei
A Treppo Carnico:
- Galleria d'arte moderna Enrico de Cillia[8]
- Municipio di Treppo Carnico.
- Piazza della cooperazione.
- Monumento ai Caduti di tutte le Guerre.[9]

A Ligosullo: 
- Castel Valdajer[10]
- Riserva di caccia
- Municipio di Ligosullo
- Murales dedicato a Enzo Cainero in piazza Barc[11]
- Cippo commemorativo agli emigranti friulani nel mondo

In tutti i centri abitati del comune sono inoltre visibili moltissime case antiche in pietra risalenti addirittura al XV secolo.

## Società

### Evoluzione demografica
Abitanti censiti

### Lingue e dialetti
A Treppo Ligosullo, accanto alla lingua italiana, la popolazione utilizza la lingua friulana. Ai sensi della Deliberazione n. 2680 del 3 agosto 2001 della Giunta della Regione autonoma Friuli-Venezia Giulia, il Comune è inserito nell'ambito territoriale di tutela della lingua friulana ai fini della applicazione della legge 482/99, della legge regionale 15/96 e della legge regionale 29/2007.
La lingua friulana che si parla a Treppo Ligosullo rientra fra le varianti appartenenti al friulano carnico.

## Cultura

### Radio
Nella frazione di Tausia nel 2014 è stata fondata Radio Tausia, nel 2021 eletta come miglior web radio d'Italia.

### TV
Come emittente televisiva nel comune opera VideoTeleCarnia.

## Amministrazione
| Periodo          | Periodo        | Primo Cittadino   | Partito           | Carica      | Note |
| ---------------- | -------------- | ----------------- | ----------------- | ----------- | ---- |
| 1º Febbraio 2018 | 30 aprile 2018 |                   |                   | Comm. pref. |      |
| 30 aprile 2018   | 3 aprile 2023  | Luigi Cortolezzis | Lista civica      | Sindaco     |      |
| 3 aprile 2023    | In carica      | Marco Plazzotta   | Un pais trei tors | Sindaco     |      |

## Galleria d'immagini

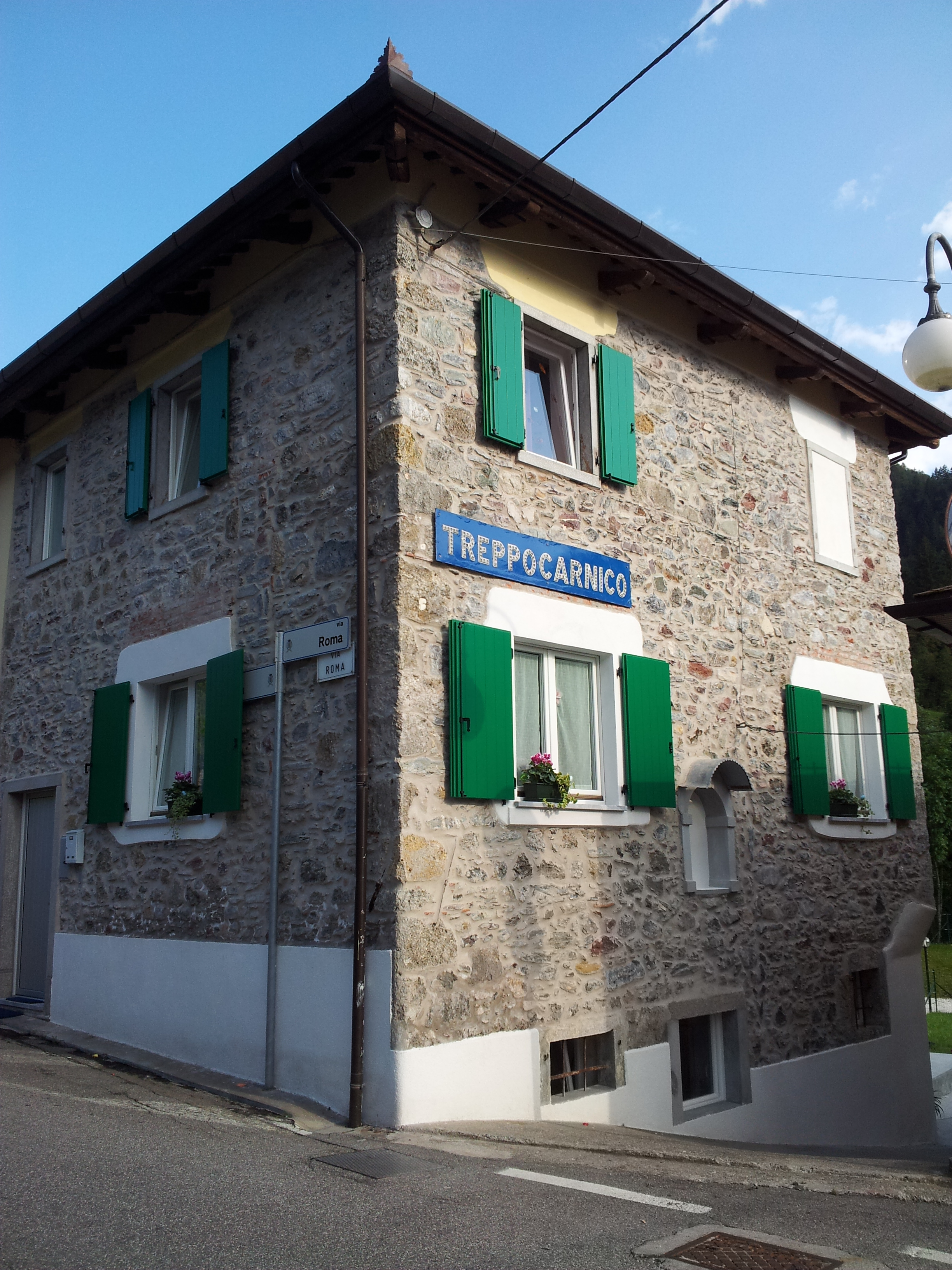
Tabella Toponomastica
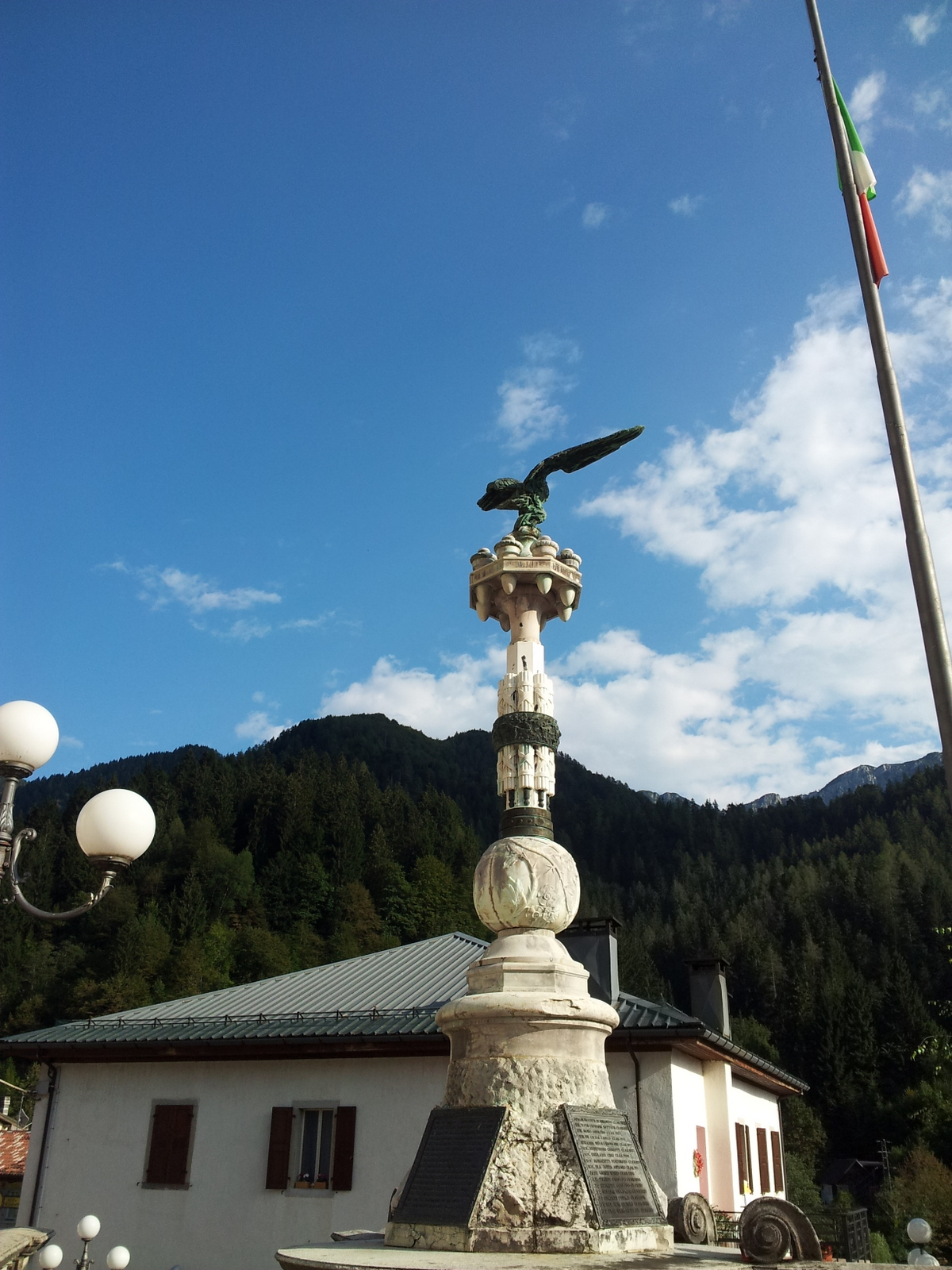
Monumento ai caduti
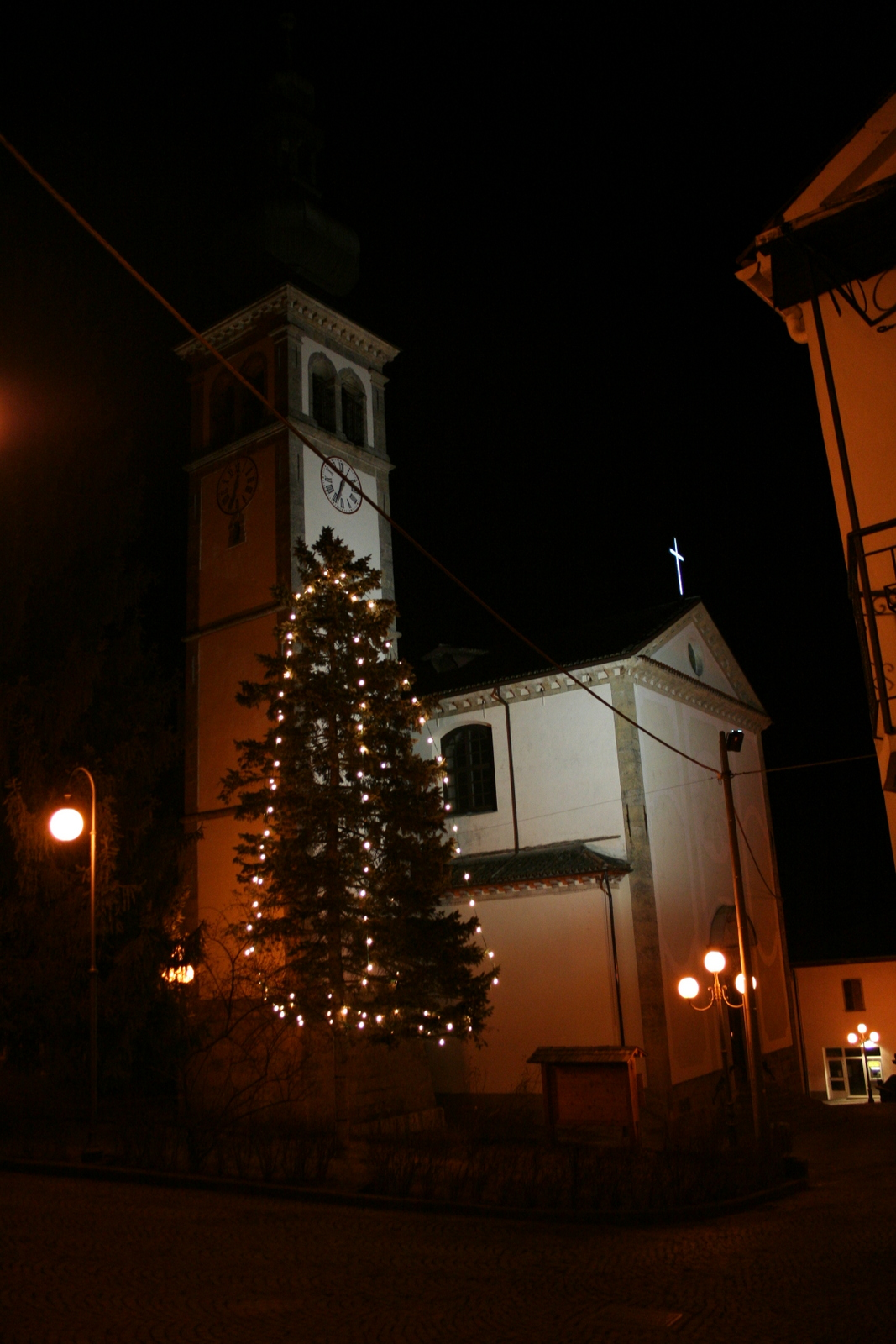
La chiesa di Sant'Agnese a Natale
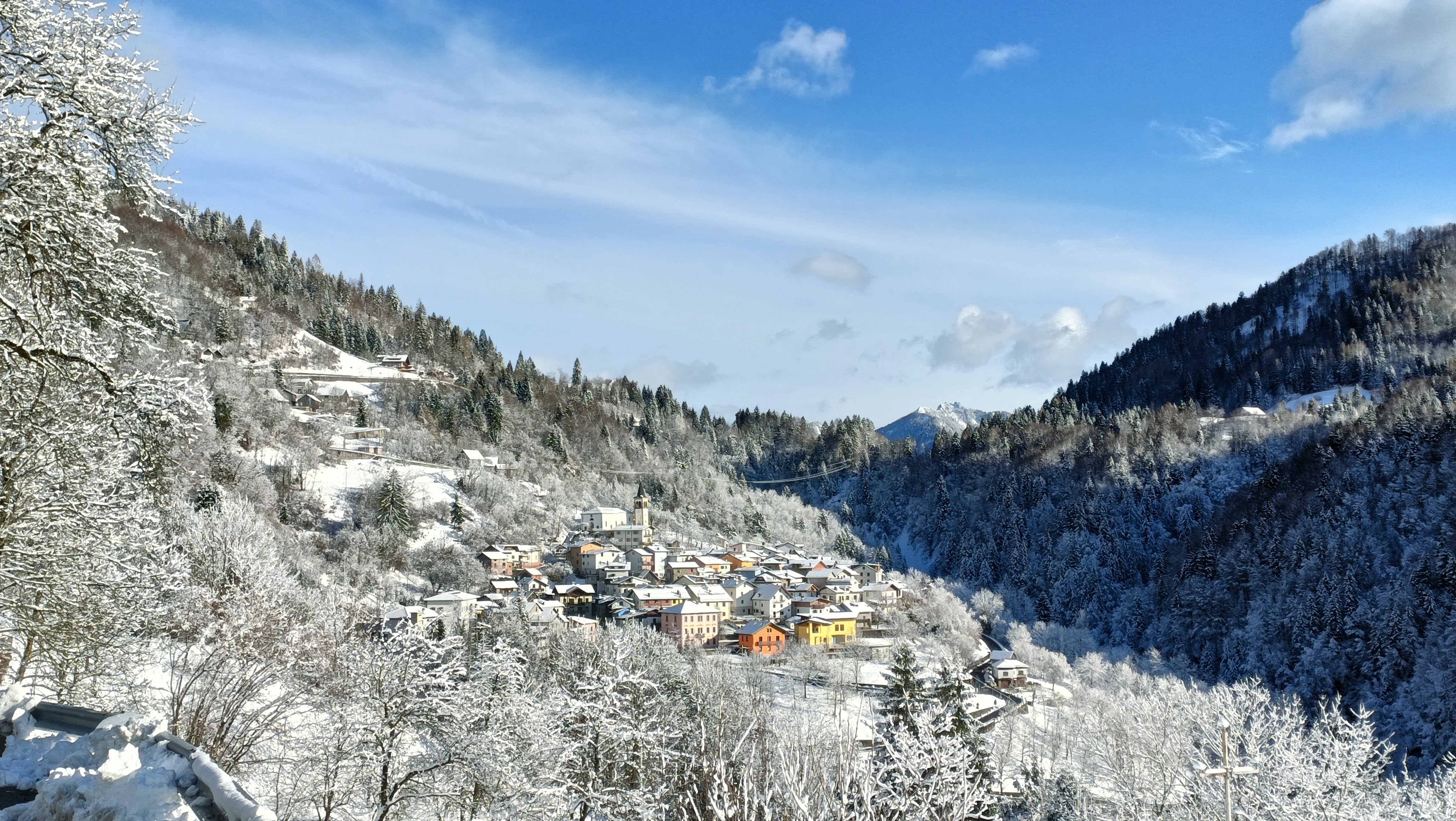
Il paese di Ligosullo
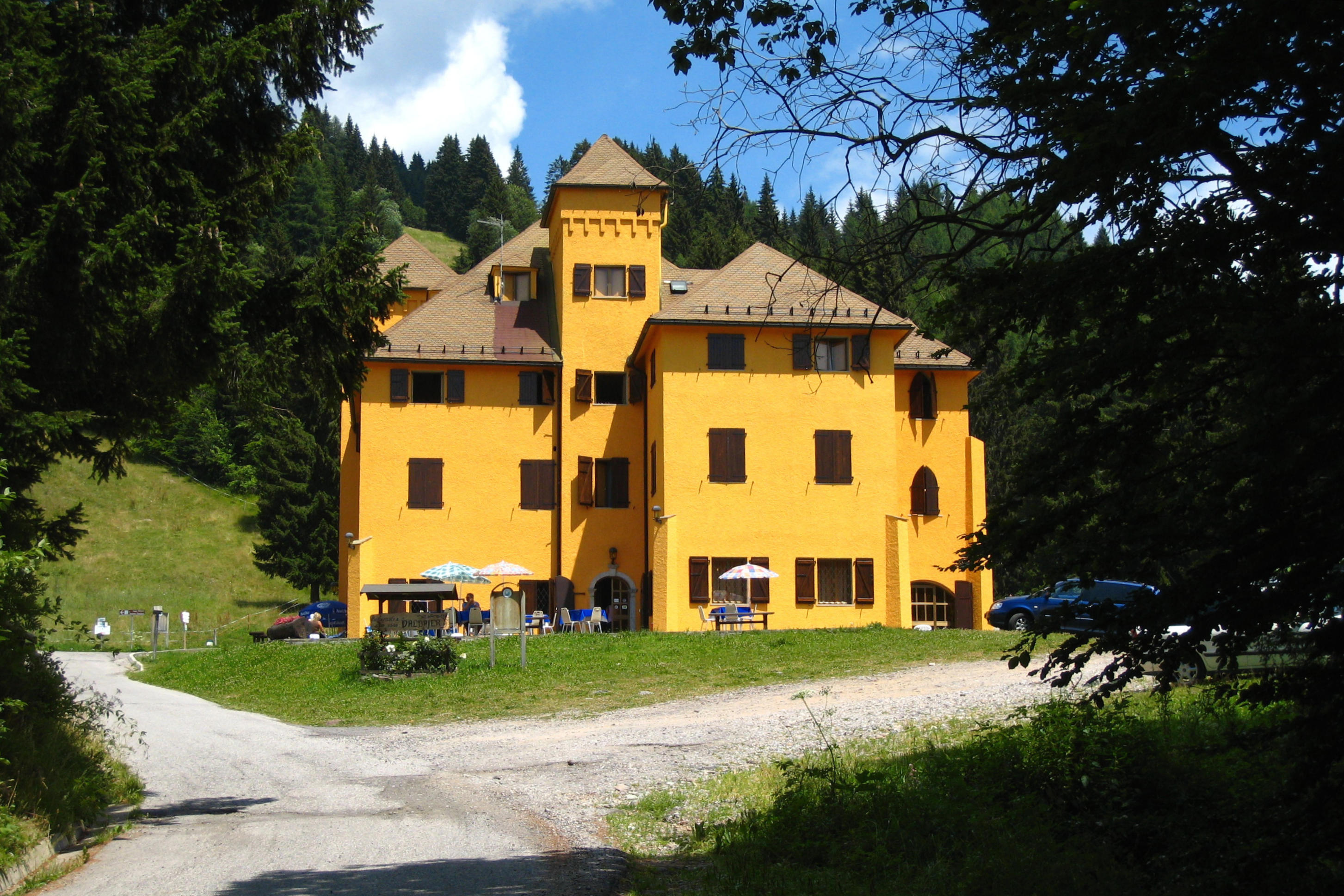
Castel Valdajer